# Violent Soho
Violent Soho — австралийская рок-группа, созданная Люком Боэрдэмом, Джеймсом Тидсвеллом, Люком Генри и Майклом Ричардсом, в 2004 году. На них очень сильно повлияли такие группы как Pixies, Nirvana, Mudhoney.

## История

### Ранние годы
Все участники группы учились в одной школе в Брисбене и были хорошими друзьями.

### Дебют:Pigs & T.V.
Их дебютный альбом был выпущен в 2006 году и получил широкое признание. Blunt Magazine дал оценку 8 из 10, говоря: что это «неистовый поп-рок, возрождающий дух эпохи гранжа». После выхода дебютного альбома, группа продолжала играть на концертах, в районе Брисбена, и несколько концертов в Сиднее и Мельбурне и в других местах на восточном побережье. В частности, они гастролировали с The Grates в 2007 году. Они также были частью списка выступающих на St.Jerome’s Laneway Festival в 2008, играя в Мельбурне, Брисбене и Сиднее. Violent Soho транслировались на Брисбенской радиостанции 4ZZZ, и на национальной Triple J.

### Дебют альбома:We Don’t Belong Here
Violent Soho гастролировали с Faker и Grafton Primary в мае 2008 года. Они играли песни из своего полноценного альбома,We Don’t Belong Here, который был выпущен 7 июня 2008 года на лейбле Emergency Music. После выпуска они гастролировали по всей Австралии, а затем играли в Лондоне, Нью-Йорк и Лос-Анджелесе в ноябре 2008 года, прежде чем вернуться домой, они устроили много концертов и на летних фестивалях, таких как Homebake,The Meredith Music Festival, Falls Festival and Southbound Festival.

### 2009—2011: подписание контракта с Ecstatic Peace!, переезд в США, одноименный альбом
20 февраля 2009, Violent Soho объявили на своей странице MySpace, что они подписали контракт с Ecstatic Peace! Records (звукозаписывающая компания, которую возглавляет фронтмен Sonic Youth, Тёрстен Мур). Они также сообщили о своем намерении провести большую часть 2009 гастролируя по Австралии, гастролируя и записываясь в США, и отметили, что новый альбом который «разработан» на материале записанном для We Don’t Belong Here будет готов для мирового релиза в третьем квартале 2009 года.

В середине 2009 года, группа записала одноимённый второй альбом на Rockfield Studios в Уэльсе с продюсером Gil Norton (известен работой с Pixies, Foo Fighters). Группа работала пять недель и жила в том же месте в течение всего срока записи. Позднее Boerdam описал опыт после их возвращения в Брисбен:
Мы все должны были жить в том же месте в течение пяти недель. Я думаю, это было здорово для группы. Это не было похоже на тур, где каждый день вы должны быть где-то, должны беспокоиться о том как вы собираетесь платить за бензин. Всё было наоборот. Это было посреди деревни, очень тихо, в 30 минутах ходьбы от ближайшего города. Так мы действительно смогли сфокусироваться на записи альбома… У Gil [Norton] есть Lovetone [analog] pedal range. Эти педали из Великобритании, которые больше не делают… Я проводил с ними часы, экспериментируя со звуком. Когда мы записывали первый альбом, там не было никаких экспериментов. 
Группа переехала в США до начала выпуска «Violent Soho» в 2010 и разделила апартаменты в «бедных частях Бруклина» в Нью-Йорке. Тем не менее, из-за напряженного гастрольного графика, группа редко бывала дома и играла пять-шесть ночей в неделю.
Позднее группа расстанется с лейблом Мура после выпуска альбома и вернется в Австралию в 2011 году, после более чем года в США. В 2013 Boerdam заявил:
Быть с лейблом Тёрстена Мура не частый случай для австралийской группы. Это дало нам чувство уверенности, как группе. Просто быть в состоянии бросить свою дневную работу и отправиться в тур на 18 месяцев заставляет чувствовать себя лучше. Не важно, что в результате лайки в Facebook или продажи записей. Это меня не заботит, реальное влияние было более личным.
9 марта 2010 года, Violent Soho выпустили второй альбом на Ecstatic Peace!, который включал некоторые перезаписанные песни с We Don’t Belong Here. Первым синглом с альбома была выпущена «Jesus Stole My Girlfriend».

### 2011-наши дни: возвращение в Австралию, контракт с I Oh You, Hungry Ghost
Группа гастролировала по Австралии с английской группой Arctic Monkeys, в начале 2012 года. Затем группа подписала контракт с независимым лейблом I Oh You (Мельбурн, Австралия) и выпустила новый сингл «Tinderbox» 27 августа 2012 года. В ноябре 2012 года тур по Австралии совпал с выходом двойного сингла «Tinderbox»/«Neighbour Neighbour» и на «Neighbour Neighbour» было снято видео.
Boerdam заявил в марте 2013, что в отношениях с I Oh You было выгодно одно, как глава лейбла, кого Boerdam описывает как «легенда», понимает перспективу группы и группа никогда не чувствует, что они просят слишком много у лейбла, «что всегда хорошо для нашей группы».
В конце 2013 года группа выпустила новый альбом «Hungry Ghost», в котором состоит 11 композиций.

## Дискография

### Альбомы
- We Don't Belong Here (2008)
- Violent Soho (2010)
- Hungry Ghost (2013)
- WACO (2016)
- Everything Is A-Ok (2020)

### Мини-альбомы
- Pigs & T.V. EP — (2006)
- My Pal/Task Force EP — (2009)
- Bombs Over Broadway/Son Of Sam EP — (2010)
- Tinderbox/Neighbour Neighbour EP — (2012)
- Violent Soho/Spraynard Split — (2016)